# N2 (Zuid-Afrika)
De N2 is een nationale weg in Zuid-Afrika. 
De weg loopt van Kaapstad naar Ermelo in de provincie Mpumalanga, en is de belangrijkste weg aan de Zuid-Afrikaanse kustlijn met de Indische Oceaan. 
Het is met een lengte van 2255 kilometer de langste weg in Zuid-Afrika. 

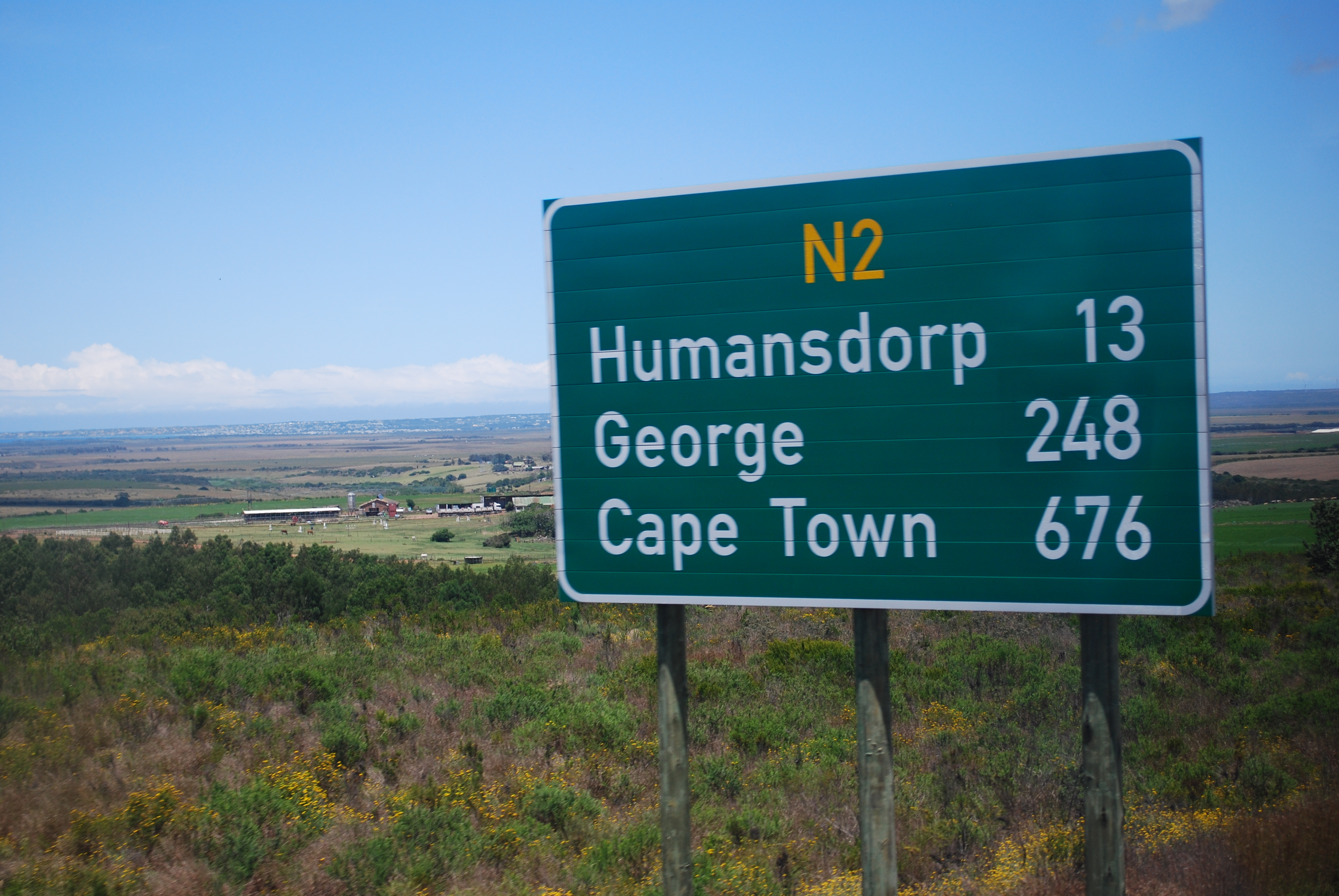
De N2 nabij Humansdorp